# Nicole Holofcener
Nicole Holofcener (22 de març de 1960, Nova York, Estats Units) és una directora i guionista de cinema i televisió estatunidenca. Ha dirigit pel·lícules com Amics amb diners i Enough Said, així com sèries de televisió.

## Carrera
Holofcener feu el seu debut en escriptura i direcció de llargmetratges amb Walking and Talking, protagonitzada per Catherine Keener, Anne Heche i Kevin Corrigan. La pel·lícula fou aclamada per la crítica, i la seva comprensió de les dones professionals modernes la va convertir en l'opció ideal per dirigir programes de televisió centrats en la dona com Sex and the City, Leap of Faith i Gilmore Girls.
El 2001 va estrenar la seva segona pel·lícula, Lovely and Amazing. Amb les actuacions de Catherine Keener, Brenda Blethyn, Emily Mortimer i Raven Goodwin, la pel·lícula no només fou aclamada per la crítica, sinó que també tingué èxit en vendes. Després de dirigir dos episodis de la sèrie Six Feet Under, Holofcener va començar a treballar a la seva tercera pel·lícula, Amics amb diners, que va comptar amb la participació de Jennifer Aniston, Joan Cusack, Frances McDormand i Catherine Keener. La pel·lícula va obrir el Festival de Cinema de Sundance el 2006 i el seu guió fou nominat per a l'Independent Spirit Award el 2006, mentre que Frances McDormand va guanyar el premi a la millor actriu de repartiment. La pel·lícula va rebre un llançament limitat el 7 d'abril de 2006.
El quart llargmetratge de Holofcener, Please Give, va estrenar-se al Festival de Cinema de Sundance i es va projectar al Festival Internacional de Cinema de Berlín i al Festival de Cinema de Tribeca. La seva següent pel·lícula fou Enough Said, protagonitzada per Julia Louis-Dreyfus, James Gandolfini i de nou Catherine Keener. Es va estrenar al Festival Internacional de Cinema de Toronto el 2013. La comèdia romàntica segueix el personatge de l'Eva, una dona que s'acaba de divorciar.

## Filmografia

### Pel·lícules com a directora
- 2023 You Hurt My Feelings (també escriptora)[6]
- 2018: The Land of Steady Habits
- 2013: Enough Said
- 2010: Please Give
- 2006: Friends with Money[7]
- 2001: Lovely and Amazing
- 1996: Walking and Talking
- 1991: Angry (curtmetratge)

### Pel·lícules com a escriptora
- 2021 The Last Duel (coescriptora, productora amb Ben Affleck i Matt Damon)[8]
- 2020 Black Widow (reescriptures no acreditades)[9]
- 2018: Can You Ever Forgive Me? (coescriptora amb Jeff Whitty[7]